# 按察使局 (崇源院の侍女)
按察使局（あぜちのつぼね、生年不詳 ‐ 寛文9年9月8日（1669年10月2日））は、江戸時代前期の女性。大奥の大上臈。本名は一条信子だったともいうが確証はない。

## 生涯
土佐国国司一条兼定の娘として土佐にて誕生。母は宇都宮豊綱の娘。始めは高島兼政に嫁ぎ、兼政との間に高島左近、大久保忠興室を儲ける。
慶長8年（1603年）、江戸幕府2代将軍・徳川秀忠の妻である崇源院が、娘の千姫の婚礼に随伴し上洛した際に仕えた。崇源院の死後は3代将軍・徳川家光に仕えた。寛永19年（1642年）、今までの功を称され、上総国埴生郡500石を賜る。慶安4年（1651年）、家光の死後は徳川家綱に仕えたが、しばらくして隠居した。
寛文9年（1669年）に江戸で死去。戒名は光園院一誉清覚大姉。遺領ははじめ高島長親（池田長幸の六男）、のち高島兼明（娘婿の大久保忠興の四男）を養子として相続させた。
両親は永禄7年(1564年)に離縁している。生年は未詳だが、『寛政重修諸家譜按察使局』に記されている享年105を基に逆算すると1564年となり、誕生後間もなくして両親が離縁したことになる。